# Concattedrale di San Giovenale
La concattedrale di San Giovenale, già cattedrale della diocesi di Narni, è la chiesa più importante di Narni. È monumento nazionale italiano.

## Storia
Dedicata al suo primo vescovo, san Giovenale, morto il 3 maggio 376, fu costruita sul sito dove, probabilmente, esisteva già un edificio di culto dedicato al santo. La costruzione della chiesa attuale iniziò nel 1047, in adiacenza alle mura urbiche e dopo un'interruzione dovuta all'alluvione del 1053, fu completata e consacrata nel 1145.
Tra i vescovi del XII secolo si ricordano Agostino, figlio del Conte dei Marsi Rainaldo, che fu ordinato da Papa Pasquale II nel 1102.
Nel XIV secolo furono eseguiti interventi di rinnovamento ed ampliamento; dopo il 1322, l'abside fu completamente rinnovato in stile gotico, fu edificata la facciata e innalzato l'intero edificio. In questo periodo fu anche edificata una quarta navata a destra per riunire il nuovo edificio con il sacello originario di san Giovenale, posto entro le mura della città e a cui si accede attraverso un'apertura ricavata nella parete destra di tale navata.
Ulteriori interventi risalgono al Quattrocento, con l'aggiunta di un portico sul prospetto principale ad opera dei Maestri Lombardi (1470-1479) e la copertura a volte a crociera di tutte le navate.
La realizzazione della cripta iniziò nel 1642, allorché il vescovo Bocciarelli trasferì le reliquie di san Giovenale dal sacello originario alla cripta, realizzando un vasto ambiente in marmi colorati sotto l'altare che fu terminato solo all'inizio del secolo successivo.

## Descrizione

### Esterno
La chiesa è ubicata a ridosso della cinta muraria della città di Narni, ed è disposta ad angolo tra piazza Garibaldi, sulla quale prospetta la fiancata preceduta dall'alta scalinata, e piazza Cavour che gode della vista del portico sul fronte principale.
Il fronte principale del XI-XII secolo è preceduto da un portico quattrocentesco che lascia intravedere i tre bei portali (il maggiore dei quali, duecentesco, è ornato con fregi a fogliame). 
Decorato da un fregio rinascimentale, realizzato in parte con materiali di spoglio, il portico ha il lato destro chiuso dalla Cappella dell'Università dei Muratori, dove si trova il fonte battesimale del 1506. Al di sopra del portico, la cortina originaria conserva tre monofore centinate.
Nella facciata laterale si apre un ulteriore ingresso sottolineato da un portale arcuato, con decori a girali (foglie di acanto che si sviluppano con vario intreccio) nella cornice e due leoni a tutto tondo alla base. Un'ampia scalinata in pietra supera il dislivello con la piazza sottostante.

### Interno

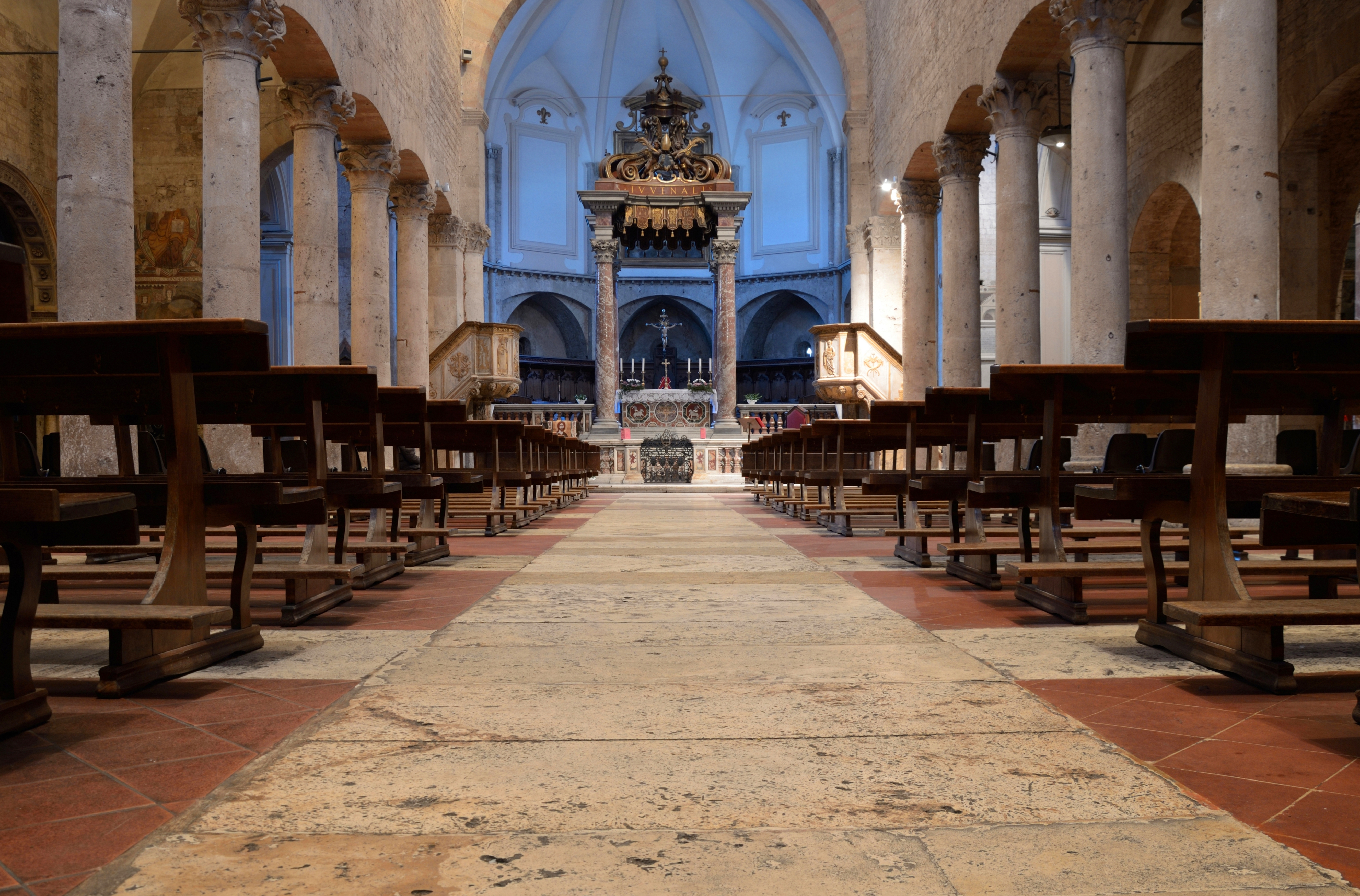
Interno

L'impianto basilicale a croce latina commissa (a "T"), è a tre navate divise da colonne, in gran parte di reimpiego, coronate da capitelli a foglie, che sostengono gli archi molto ribassati, tipici dell'architettura narnese. La navata centrale, ancora romanica, è dell'XI secolo, alla quale si aggiunse, nel XIV secolo, una navatella di destra con cappelle laterali. Il transetto è separato dal corpo longitudinale attraverso un diaframma creato da tre archi corrispondenti alle tre navate.
Sempre nel XIV secolo si distrusse la precedente abside romanica per la realizzazione di una nuova, notevole abside poligonale gotica, modificata nel XVIII secolo. La copertura è con volte a crociera nella navata centrale, mentre l'abside presenta una volta unghiata con costoloni, anch'essa frutto degli interventi trecenteschi. Il presbiterio, dotato di una balaustra del XVII-XVIII secolo nella parte centrale, è rialzato per fare spazio alla sottostante cripta. In essa è presente un pregevole coro (1474) in legno commissionato dal cardinale Berardo Eroli, con i pannelli terminali raffiguranti le figure dell'arcangelo Gabriele (soprastante lo stemma del cardinale Eroli) e della Madonna, intese a raffigurare nel loro insieme l'Annunciazione.
Sotto l'altare è presente la cripta del 1641, cui si accede mediante quattro scalinate, due lateralmente e due centralmente, con le spoglie di san Giovenale e dipinti del XVII secolo.
In tutta la chiesa ci sono resti dell'antico pavimento cosmatesco della costruzione originaria del XI-XII secolo.

#### Il sacello dei santi Giovenale e Cassio
Degna di nota è la quarta cappella situata sulla parete destra della chiesa, ovvero il sacello dei santi Giovenale e Cassio (detto anche oratorio di San Cassio). La cappella è preceduta da una fronte marmorea realizzata nel XIV secolo e un mosaico raffigurante il Cristo benedicente, restaurato dalla sovraintendenza di Perugia nel 1954 e risalente, secondo alcuni studiosi, al IX secolo e quindi alla precedente chiesa. Sulla fronte è presente un rilievo marmoreo ricavato da un sarcofago del 558 con due agnelli che guardano la croce e una dedica di Cassio alla defunta moglie Fausta (Cassio era il vescovo di Narni, ma era stato sposato prima di abbracciare l'impegno ecclesiastico). Ai lati sono presenti una statua in legno policromo raffigurante San Giovenale (prima metà del XIV secolo) e una pietà del 1525. Entrati nella cappella si possono ammirare l'altare della seconda metà del XVII secolo e i due dipinti quattrocenteschi di San Cassio e San Giovenale. Dietro l'altare a sinistra si apre una piccola porta che conduce al vero sacello ricavato nelle mura della città con il sarcofago di San Giovenale in pietra arenaria decorato a rilievi del VII secolo, poi divenuto Sacello di San Cassio con la traslazione delle reliquie del primo santo sotto l'altare della chiesa.

#### Altre opere d'arte

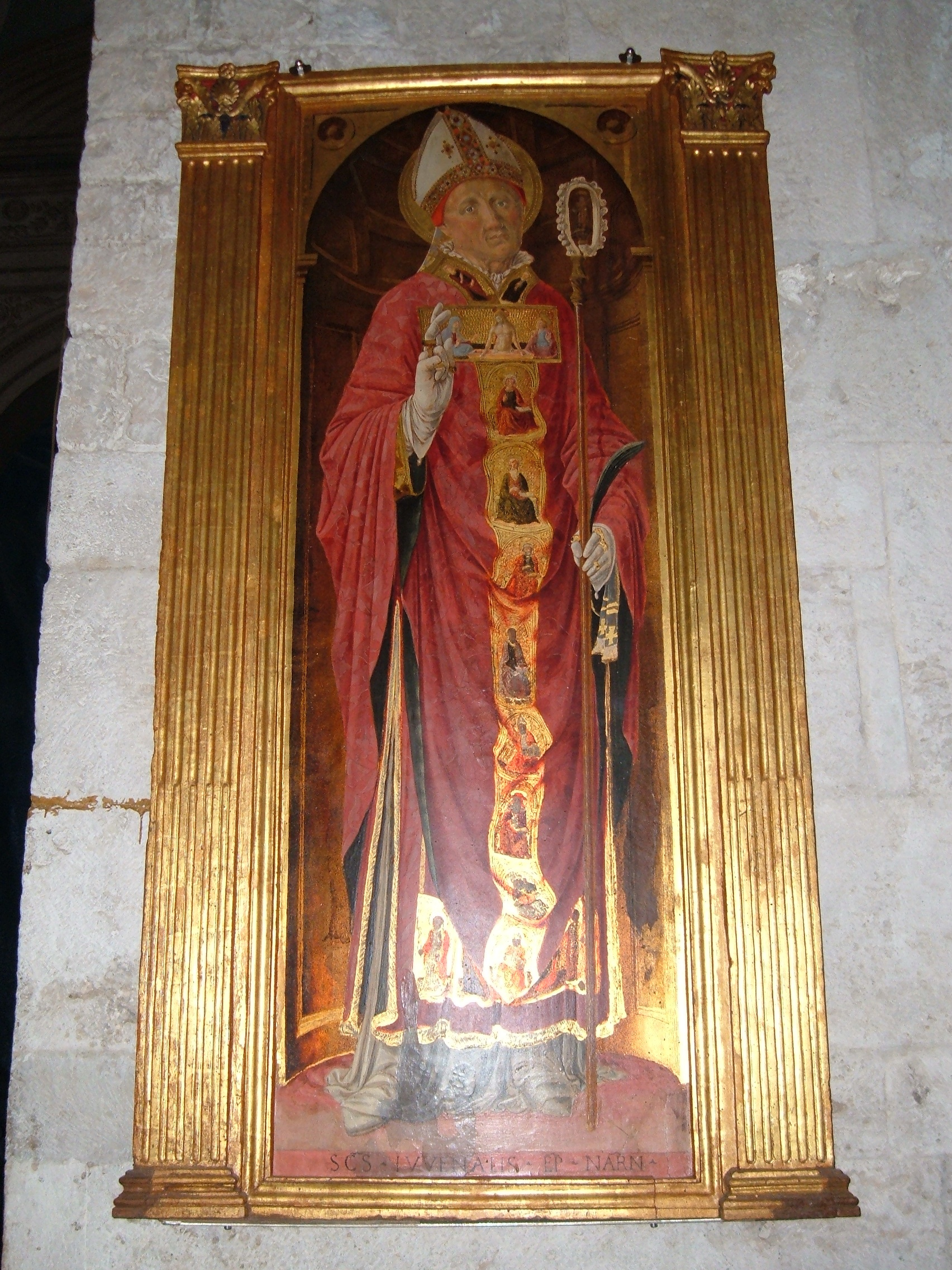
La Tavola di San Giovenale di Lorenzo di Pietro

- Due amboni quattrocenteschi del 1490;
- un crocifisso ligneo del XV secolo di autore ignoto;
- il monumento sepolcrale del senatore Pietro Cesi del 1477, opera ispirata al rinascimento toscano;
- una statua lignea di sant'Antonio Abate e la Tavola di San Giovenale, opere del senese Lorenzo di Pietro detto il Vecchietta;
- la cappella dei Muratori con una tela del Pomarancio raffigurante la Madonna in gloria tra i santi Giovanale, Cassiano, Crispino, Crispiniano, proveniente dalla chiesa di Sant'Agostino;
- l'altare di San Pietro con un Cristo che consegna le chiavi a San Pietro di Livio Agresti (1560);
- l'antica cappella del Santissimo Sacramento rinascimentale (adesso ce n'è una moderna al termine della navata destra) con decorazioni dei Maestri Lombardi;
- la cappella della beata Lucia del XVII-XVIII secolo, con quattro tele di Francesco Trevisani raffiguranti episodi della vita della terziaria domenicana beatificata, le cui spoglie sono sotto l'altare della cappella stessa;
- la cappella di San Giuseppe, della seconda metà del XVIII secolo e decorata con tele di Giuseppe Sortini (1760).

## Galleria d'immagini

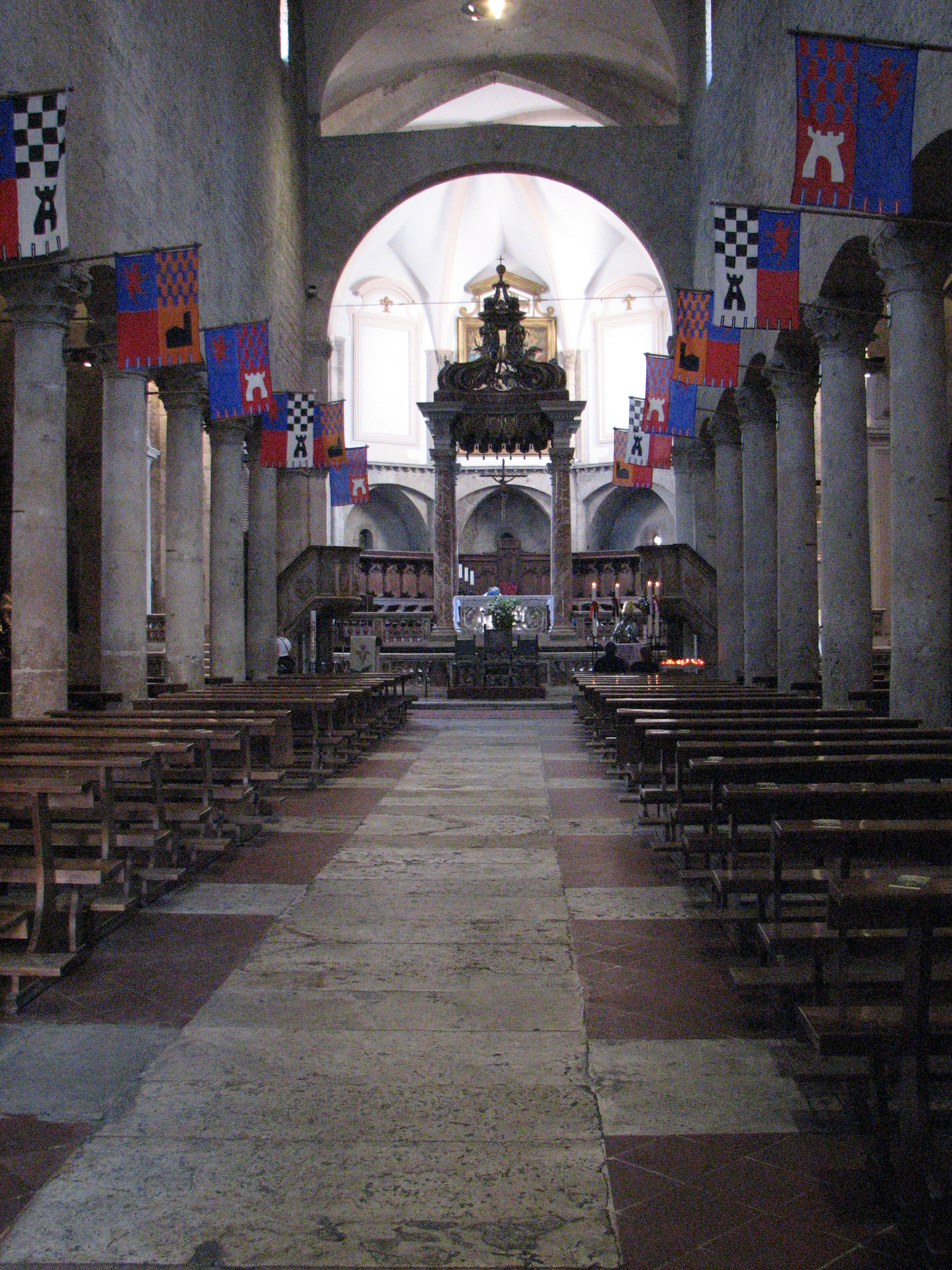
Navata centrale allestita durante le festività patronali
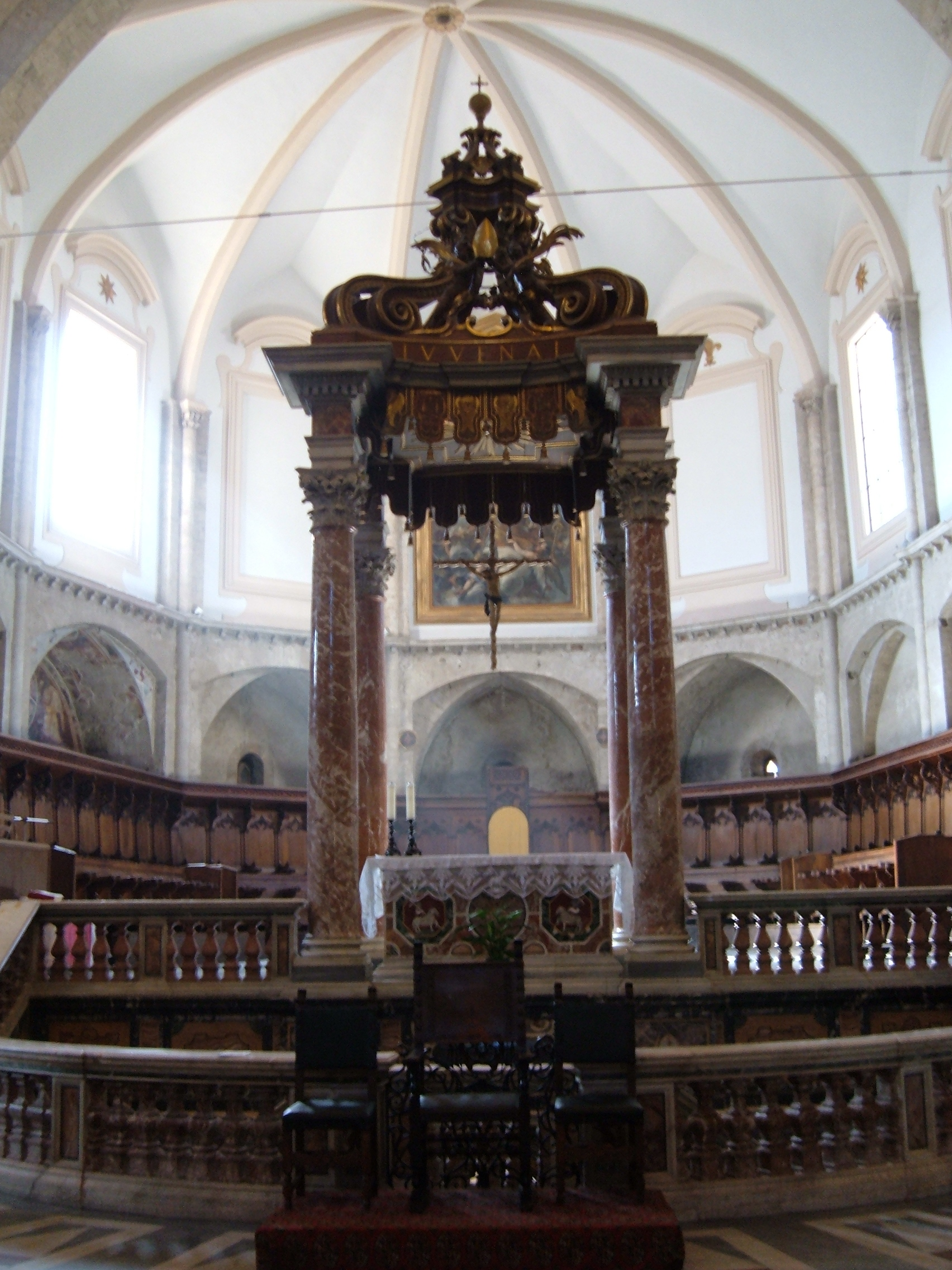
Altare con baldacchino
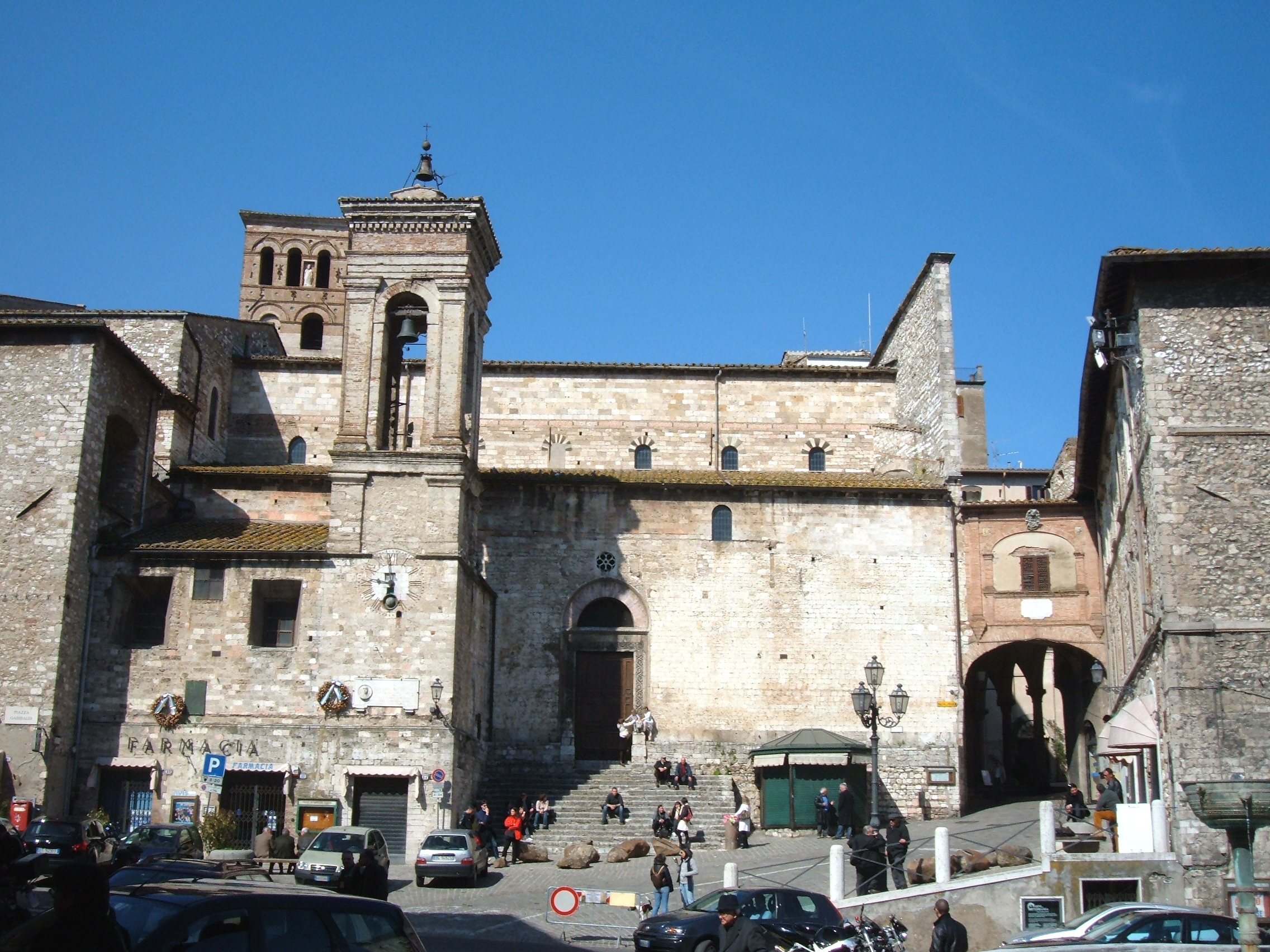
Esterno: fianco sinistro con campanile romanico e torre dell'orologio
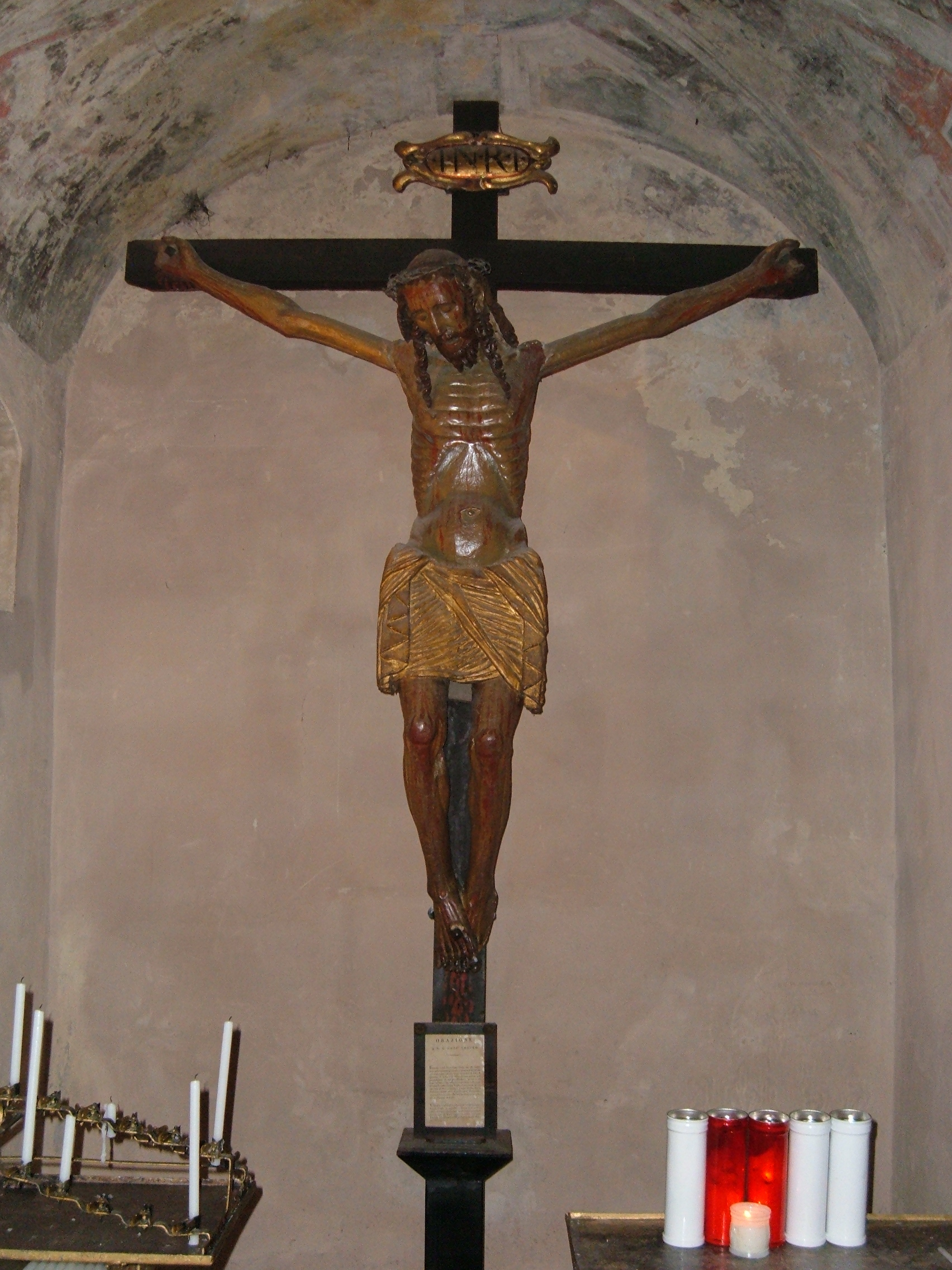
Crocifisso ligneo
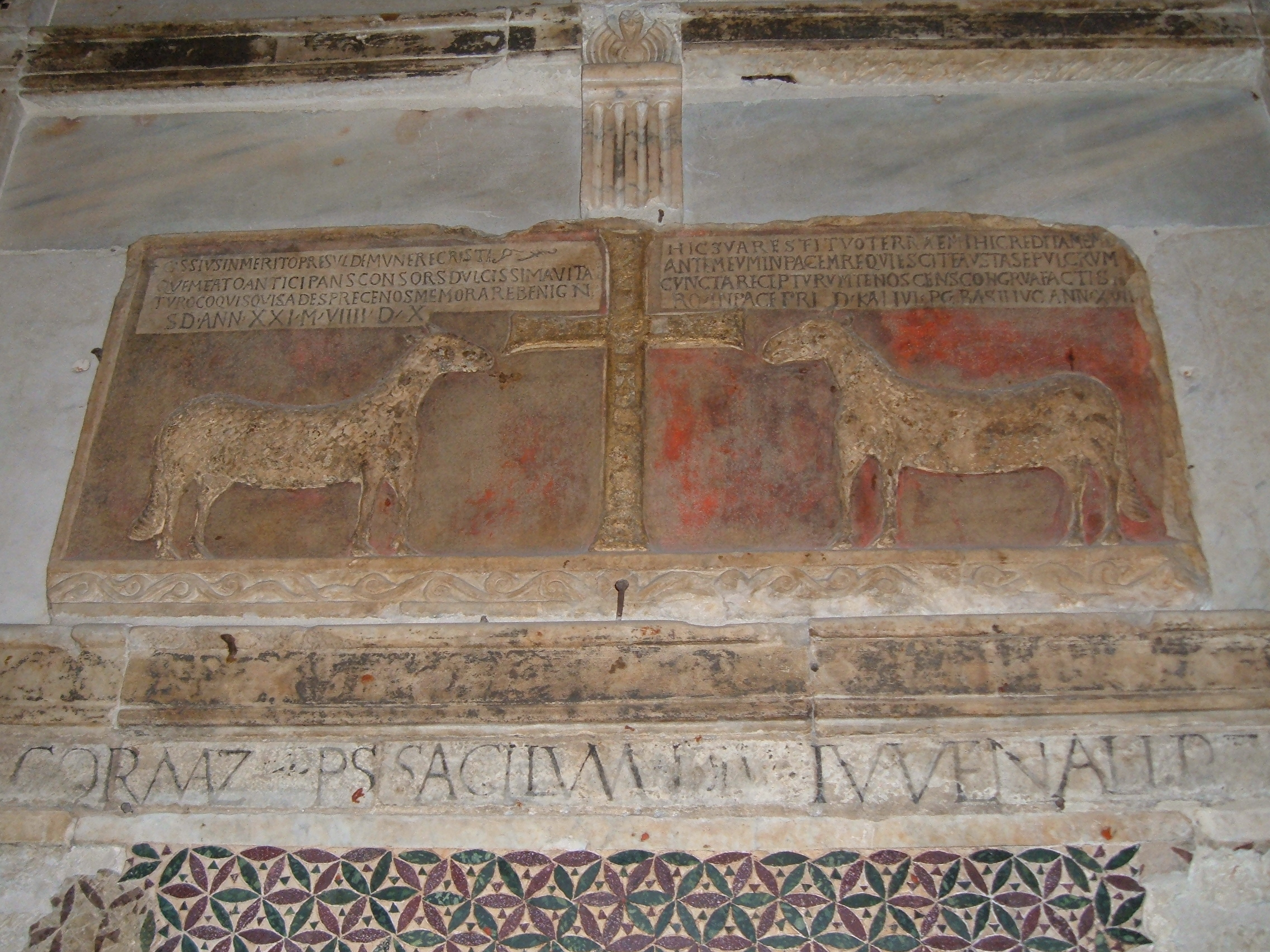
Bassorilievi cromatici all'ingresso del Sacello dei SS. Giovenale e Cassio